# Hugh Gallen
Hugh J. Gallen, född 30 juli 1924 i Portland i Oregon, död 29 december 1982 i Boston i Massachusetts, var en amerikansk politiker (demokrat). Han var New Hampshires guvernör från 1979 fram till sin död.
Gallen besegrade ämbetsinnehavaren Meldrim Thomson i guvernörsvalet 1978. År 1982 avled han i ämbetet några dagar före den andra mandatperiodens slut.